# بروگ
شهر بروگ  در بخش بروگ در ایالت ارگو در کشور سوئیس واقع شده‌است که ۹٬۲۰۰ نفر  جمعیت دارد.